# J'ai de bonnes nouvelles
Albums de Anne Sylvestre
Comment je m'appelle Dans la vie en vrai
J'ai de bonnes nouvelles est un album d'Anne Sylvestre paru dans la maison de production qu'elle a créée.

## Historique
Sorti en 1979,, c'est le treizième album d'Anne Sylvestre.

## Titres
Toutes les chansons sont écrites et composées par Anne Sylvestre.
| No  | Titre                    | Durée      |
| --- | ------------------------ | ---------- |
| 1.  | J'ai de bonnes nouvelles | 2 min 25 s |
| 2.  | Frangines                | 3 min 15 s |
| 3.  | Marie Géographie         | 4 min 00 s |
| 4.  | Je cherche mon chemin    | 2 min 22 s |
| 5.  | Mon mystère              | 3 min 55 s |
| 6.  | Un bateau mais demain    | 3 min 15 s |
| 7.  | Bleu                     | 3 min 42 s |
| 8.  | Douce Maison             | 3 min 20 s |
| 9.  | Ronde Madeleine          | 3 min 45 s |
| 10. | La Faute à Ève           | 3 min 22 s |

## Musiciens
- Direction musicale : François Rauber

## Production
- Anne Sylvestre

## Réception
La chanson qui donne son titre à l'album a été rapprochée du thème de plusieurs nouvelles écrites elles aussi par des femmes :

« Il y est question d’infimes nuances d’une oppression intime aussi perverse que millénaire, aussi nuisible qu’imperceptible, qui ne se révèlera à elle-même, et donc à celui – et souvent même à celle – qui la lit, à travers une lecture qui osera défier sa peur, résister au jugement hâtif qui rassure et sortir du placard de sa propre ignorance. Cela rappelle tout à fait la  chanson d’Anne Sylvestre qui, dans les premiers couplets, annonce à son interlocuteur : « J’ai de bonnes nouvelles à vous donner de nous », et qui conclut dans les derniers couplets avec : « J’ai de bonnes nouvelles à vous donner de vous ». »

L'écrivain canadien André Alexis, lauréat du prix Giller 2015, mentionne l'album dans son roman The Hidden Keys.